# Soni Razdan
Soni Mahesh Bhatt (Birmingham, 25 oktober 1956), ook wel bekend als Soni Radzan, is een Britse actrice en filmregisseur die werkt in Indiase Hindi-talige films.
Ze maakte haar acteerdebuut als Rosemary in 36 Chowringhee Lane (1981). Haar doorbraak kwam met de dramafilm Saaransh (1984), waarvoor ze een nominatie kreeg voor de Bengal Film Journalists' Association Award voor beste actrice en de Filmfare Award voor beste vrouwelijke bijrol. Razdan kreeg hernieuwde erkenning nadat zij verscheen in de Canadese film Such a Long Journey (1998). Andere opmerkelijke werken van Razdan zijn Mandi (1983), Trikal (1985), Khamosh (1985), Such a Long Journey (1998), Raazi (2018) en Yours Truly (2018). Razdan speelde ook in veel OTT-series, waaronder The Verdict - State vs Nanavati (2019), Out of Love (2019), This Way Up (2019) en Call My Agent: Bollywood (2021).  